# Jerry Mercer
Jerry Mercer (Dominio de Terranova, Canadá, 27 de abril de 1939) es un músico canadiense conocido por haber sido el baterista de las bandas de rock April Wine y Mashmakhan.

## Carrera musical

### Inicios y época con Mashmakhan
Mercer comenzó su trayectoria musical como cantante, pero poco tiempo después se convirtió en baterista. Él tocó varios géneros musicales como latino y jazz hasta que formó parte de la agrupación canadiense The Triangle, que más tarde cambiaría su nombre a Mashmakhan. Mercer grabó los dos álbumes del grupo hasta que la banda se desintegró en 1971.

### Después de Mashmakhan
Tras la separación de Mashmakhan, Mercer participó en la batería con el vocalista y guitarrista de blues Roy Buchanan y The Wackers, grupo de rock estadounidense.

### 1973-1984: Primera etapa con April Wine
En 1973, Mercer se incorporó junto a Gary Moffet a la banda canadiense de rock April Wine tras la salida de David y Ritchie Henman, grabando el álbum Electric Jewels, publicado en el mismo año. Mercer fue el batería en la época más exitosa del grupo y grabó  todos los álbumes del grupo hasta la disolución de April Wine en 1984.

### 1993-2009: Reincorporación a April Wine y retiró
Myles Goodwyn, líder de April Wine, decidió reformar la banda por tercera ocasión —la segunda había sucedido en 1985 y terminó en ese mismo año—, y para ello intentó reunir a varios de los antiguos integrantes de la misma, por lo que Mercer fue llamado y este aceptó.  En esta era Jerry grabó Attitude, Frigate, Back to the Mansion y Roughly Speaking, lanzados entre 1993 y 2006. Mercer decidió retirarse a finales de 2008, siendo reemplazado por Blair Mackay.

## Discografía

### Con Mashmakhan
- 1970: Mashmakhan
- 1971: The Family
- 1999: Mashmakhan/The Family

### Con April Wine
- 1973: Electric Jewels
- 1974: Live!
- 1975: Stand Back
- 1976: The Whole World's Goin' Crazy
- 1977: Forever for Now
- 1977: Live at the El Mocambo
- 1978: First Glance
- 1979: Greatest Hits
- 1979: Harder... Faster
- 1980: Ladies Man
- 1981: The Nature of the Beast
- 1981: Live in London
- 1981: The Best of April Wine: Rock Ballads
- 1981: Review and Preview
- 1982: Power Play
- 1984: Animal Grace
- 1985: One for the Road
- 1987: The Hits
- 1987: All the Rockers
- 1988: We Like to Rock
- 1989: The First Decade
- 1990: Oowatanite
- 1992: The April Wine Collection
- 1993: Attitude
- 1994: Frigate
- 1996: Champions of Rock
- 1997: Greatest Hits Live 1997
- 2000: Rock Champions
- 2001: Back to the Mansion
- 2002: Classic Masters
- 2002: I Like to Rock
- 2003: Greatest Hits Live 2003
- 2003: Best of April Wine
- 2003: From the Front Row... Live!
- 2006: April Wine Rocks!
- 2006: Roughly Speaking